# Церква святого Стефана (Браунау)
Церква святого Стефана (нім. Stadtpfarrkirche St. Stephan) — католицька церква, яка знаходиться в австрійському місті Браунау-на-Інні та є його символом. Висота дзвіниці складає 87 м, що робить дану культову споруду однією з найвищих в Австрії. Церква освячена на честь святого мученика — апостола Стефана.

## Історія
На місці сьогоднішньої церкви стояла невелика каплиця, побудована в 1238 році. Будівництво церкви святого Стефана почалося в 1439 році і закінчилося в 1466 році на замовлення ремісничих гільдій міста. Церква побудована архітектором Штефаном Круменауером в пізньому готичному стилі. Первісна готична архітектура церкви збереглася повністю, що робить храм однією із найвизначніших архітектурних пам'яток Австрії. Інтер'єр всіх професійних каплиць в церкві, крім пекарської, згодом був оформлений в бароковому стилі.
Будівництво дзвіниці розпочалося в 1492 році. Нижні 6 поверхів вежі побудовані в готичному стилі в XVI столітті. Інша частина дзвіниці була побудована в 1635-1646 роках. Восьмикутний шпиль і купол в стилі бароко споруджувалися в 1745-1759 роках.
До 1779 року церква святого Стефана належала монастирю, пізніше стала парафіяльним храмом.

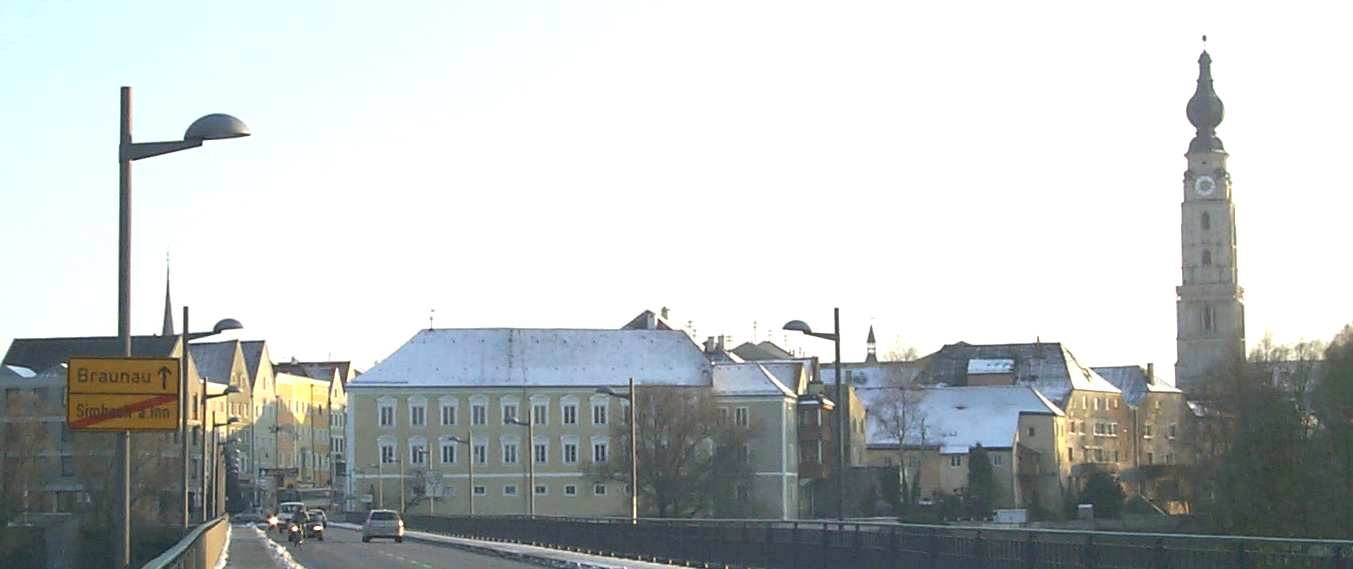
Панорама Браунау-на-Інні. Праворуч — церква святого Стефана.

## Опис храму
- Довжина без вежі: 60 м
- Довжина з вежею: 67 м
- Ширина: 25 м
- Головна нава, висота: 20 м
- Висота вежі: 87 м

Дану релігійну споруду часто помилково називають третім за висотою австрійським храмом. Однак, найвищими храмами в Австрії є: собор святого Стефана у Відні (136,44 м), Новий собор в Лінці (135 м) і церква Серця Христового в Ґраці (109,6 м).